# Tudun
A tudun a Türk Birodalom és az azt követő pusztai birodalmak magas rangú tisztsége, méltósága volt. Elképzelhető, hogy a cím korábbi, a jüecsiktől vették át a hsziungnuk közvetítésével, akik (feltételezések szerint) indoeurópai, közelebbről kelet-iráni nyelvet beszéltek. A germán gótoknak is volt hasonló szava, a thiudnassam ('királyság').
A tudun türköknél a kagán bizalmi embere, a behódolt hűbéres népek vezetőinek ellenőrzésére kirendelt tisztviselő volt, elsősorban adóügyekben.
A nyugati türköknél – miután törzsi szervezetüket nyolc helyett tíz egységből alakították ki – mind a keleti, mind a nyugati szárnynál a harmadik törzsfőnök, azaz sad címének eleme volt a tudun. A teljes cím tudun csor illetve tudun erkin. 
A Kárpát-medencei avaroknál a kagán és jugurrus után a harmadik legmagasabb rangú volt a nyugati országrészt irányító tudun.
A volgai bolgároknál is kimutatható turun alakban.
A karahánidáknál azonban veszített jelentőségéből, ott falusi elöljárót, az öntözőcsatornák felügyelőjét jelentette.

## A szó jelentése
Vámbéry Ármin szerint a tudun – helyesebben tudan – cím magyarázata tudó, figyelő, s gyökere a törökös tud, tuj, duj (tudni, figyelni) szó. A tujun cím Vámbéry szerint a mai időkben papot jelent a törökös népek körében.